# 武内美代吉
武内 美代吉（たけのうち みよきち、1859年1月25日（安政5年12月22日） - 1922年（大正11年）8月8日）は、日本の政治家、衆議院議員（3期）。

## 経歴
福岡県出身。農業営む。福岡県会議員となる。
1894年3月の第3回衆議院議員総選挙において福岡5区から自由党公認で立候補して初当選。同年9月の第4回衆議院議員総選挙で落選。1902年の第7回衆議院議員総選挙において福岡県郡部から無所属で立候補したが落選。1903年の第8回衆議院議員総選挙で立憲政友会公認で立候補して復帰。1904年の第9回衆議院議員総選挙で三選した。1908年の第10回衆議院議員総選挙には不出馬。1922年に死去した。